# スペイン映画芸術科学アカデミー

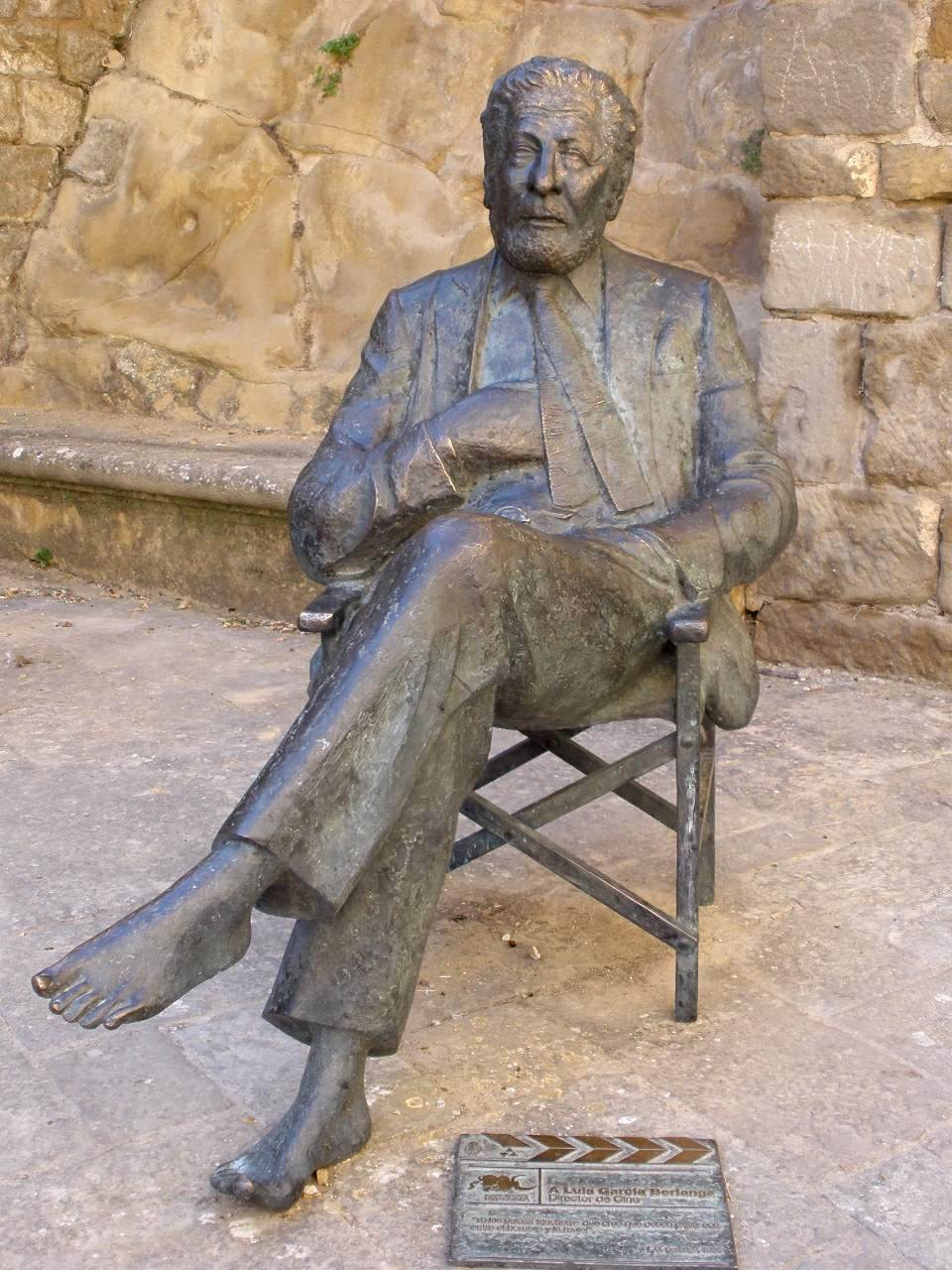
中心的役割を果たしたベルランガ

スペイン映画芸術科学アカデミー（スペイン語: Academia de las Artes y las Ciencias Cinematográficas de España, AACCE）は、スペイン映画の普及促進と発展を目的とする組織。1986年に設立され、スペインでもっとも著名な映画賞であるゴヤ賞を主催しているほか、アカデミー外国語映画賞スペイン代表作品を選出している。

## 歴史
スペイン映画芸術科学アカデミーの起源は、1985年11月12日にマドリードのオパソ・レストランで行われた会合に由来する。映画プロデューサーのアルフレード・マタスによって13人の映画人が会合に集まり、スペイン映画産業がおかれた状況について議論した。
- ルイス・ガルシア・ベルランガ - 映画監督
- カルロス・サウラ - 映画監督
- マリソル・カルニセーロ - プロダクションディレクター
- テディ・ビリャルバ - プロダクションディレクター
- ホセ・サクリスタン - 映画俳優
- チャーロ・ロペス - 映画女優
- パブロ・ゴンサーレス・デル・アモ - 映画編集
- ホセ・ルイス・マテサンス - 映画編集
- マヌエル・マトゥヒ - 映画脚本家
- ホセ・ニエト - 映画音楽家
- カルロス・スアレス - 映画撮影
- ラミロ・ゴメス - セットデザイナー

この会合に集まったのは上記の13人であり、スペイン映画の普及促進と映画人の支援を目的とした組織の設立が構想された。数か月の1986年1月8日、スペイン映画芸術科学アカデミーが公式に設立された。初代会長にはプロデューサー・監督・脚本家のホセ・マリア・ゴンサーレス＝シンデが就任した。1987年にはゴヤ賞を設立し、フェルナンド・フェルナン・ゴメス監督の『El viaje a ninguna parte』を作品賞に選出した。フェルナンド・レイ、アイタナ・サンチェス＝ギヨン、マリサ・パレデス、メルセデス・サンピエトロなど、俳優が会長を務めた時期もあった。2006年には初代会長の娘であるアンヘレス・ゴンサーレス＝シンデが会長に就任し、エンリケ・ウルビスが副会長に就任した。アンヘレス・ゴンサーレス＝シンデは2009年から2011年までスペイン文化大臣を務めている。2009年にはアレックス・デ・ラ・イグレシアが会長に就任したが、映画の違法ダウンロードに関するシンデ法との意見の相違から、2011年のゴヤ賞授賞式後に退任した。2011年にはエンリケ・ゴンサーレス・マチョが会長に就任し、2014年にはゴンサーレス・マチョが再選された。2015年にはアントニオ・レシネスが会長に就任した。

## 歴代会長

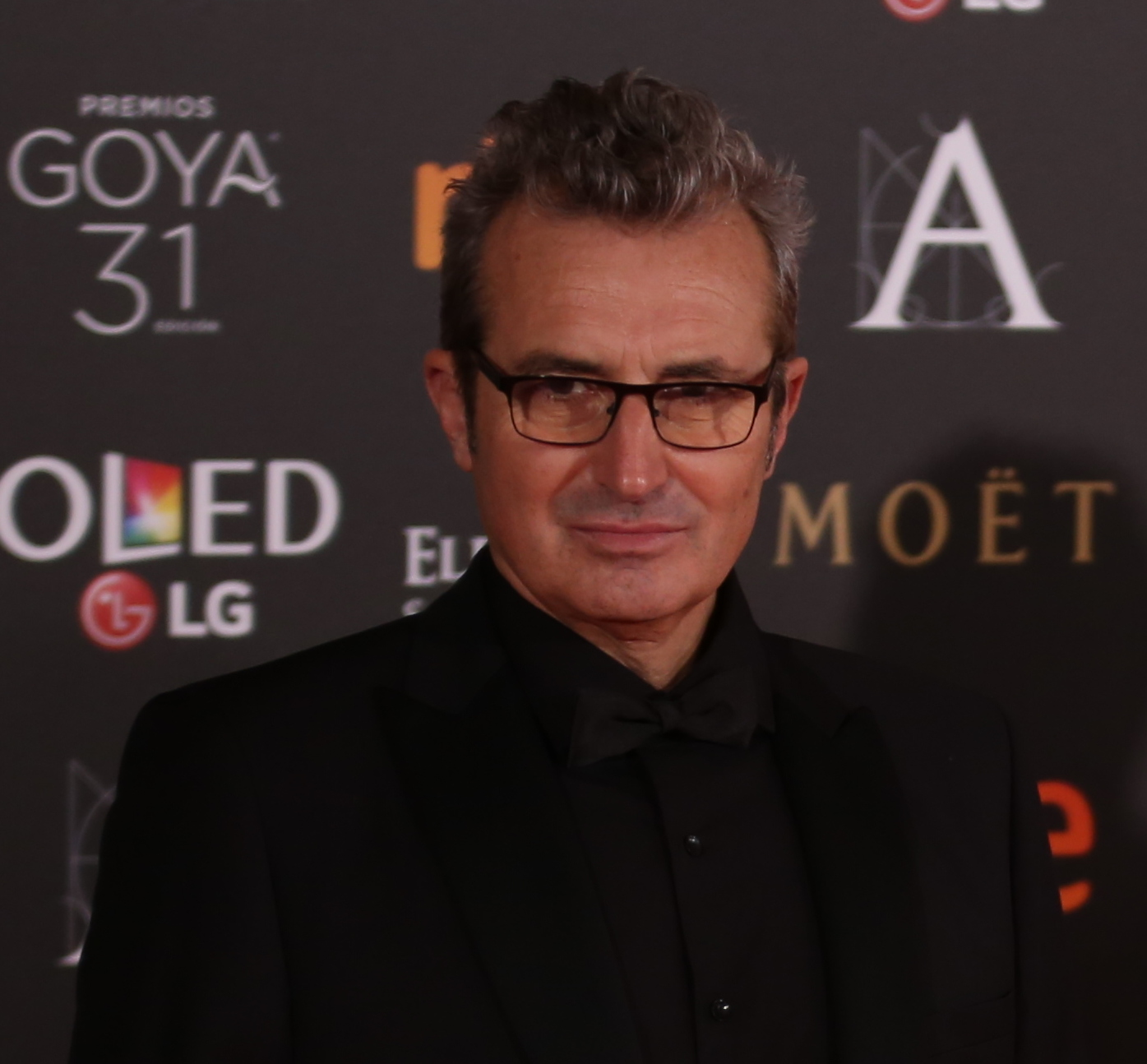
2018年から会長を務めるマリアーノ・バロッソ

- 1986年-1988年 ホセ・マリア・ゴンサーレス＝シンデ（スペイン語版） - プロデューサー・監督・脚本家
- 1988年 フェルナンド・トルエバ - 監督・脚本家・プロデューサー
- 1988年-1992年 アントニオ・ヒメネス・リコ - 監督・脚本家
- 1992年-1994年 フェルナンド・レイ - 俳優
- 1994年 ヘラルド・エレーロ（暫定）- 監督・脚本家・プロデューサー
- 1994年-1999年 ホセ・ルイス・ボラウ（スペイン語版） - 監督・プロデューサー・脚本家・俳優
- 1999年-2000年 アイタナ・サンチェス＝ギヨン - 女優
- 2000年-2003年 マリサ・パレデス - 女優
- 2003年-2006年 メルセデス・サンピエトロ（スペイン語版） - 女優
- 2006年-2009年 アンヘレス・ゴンサーレス＝シンデ（英語版） - 脚本家・監督
- 2009年 エンリケ・ウルビス - 監督・脚本家
- 2009年 エドゥアルド・カンポイ（暫定）
- 2009年-2011年 アレックス・デ・ラ・イグレシア - 監督・脚本家
- 2011年-2015年 エンリケ・ゴンサーレス・マチョ（スペイン語版） - プロデューサー・配給者
- 2015年-2016年 アントニオ・レシネス（英語版） - 俳優
- 2016年-2018年 イボンヌ・ブレイク - 衣裳デザイナー
- 2018年- マリアーノ・バロッソ - 監督・脚本家

## 歴代ゴールドメダル
1986年より、スペイン映画の発展に貢献した人物を称えるためにAACCEゴールドメダルが授与されている。
- 1986年 ビセンテ・カサノバ – プロデューサー
- 1991年 フェルナンド・レイ - 俳優
- 1992年 カルロス・サウラ – 監督
- 1993年 フランシスコ・ラバル - 俳優
- 1994年 アルフレード・マタス - プロデューサー
- 1995年 アナ・ベレン - 女優
- 1996年 映画生誕100周年を記念して46人が受賞
- 1997年 サラ・モンティエル - 女優
- 1998年 エリアス・ケレヘタ - プロデューサー
- 1999年 ヒル・パロンド – 美術
- 2000年 ホセ・ルイス・ボラウ - 監督・脚本家・プロデューサー
- 2001年 フェルナンド・フェルナン・ゴメス - 俳優・監督
- 2002年 カルメロ・ベルナオーラ - 音楽・作曲
- 2003年 コンチャ・ベラスコ - 女優
- 2004年 アントニオ・バンデラス - 俳優
- 2005年 バシリオ・マルティン・パティーノ - 監督・プロデューサー・推理作家
- 2006年 ジェラルディン・チャップリン - 女優
- 2007年 パブロ・ヌニェス - 監督・アニメーター・作画家・視覚効果技術者
- 2008年 マリベル・ベルドゥ - 女優
- 2009年 カルメン・マウラ - 女優
- 2010年 ロサ・マリア・サルダ - 女優[1]
- 2011年 ホセ・ルイス・アルカイネ - 監督・撮影
- 2012年 マヌエル・グティエレス・アラゴン - 監督
- 2013年 アンヘラ・モリーナ - 女優
- 2014年 アントン・ガルシア・アブリル - 音楽・作曲
- 2015年 アイタナ・サンチェス＝ギヨン - 女優、フアン・ディエゴ（英語版） - 俳優
- 2016年 サンティアゴ・セグラ - 俳優・脚本家・プロデューサー・監督
- 2017年 ホセ・サルセード - 編集